# Drei-Türme-Weg
Der Drei-Türme-Weg, auch 3-Türme-Weg oder 3 TürmeWEG, ist ein 11,6 km langer Wanderweg in der Stadt Hagen. Namensgebend ist der Verlauf an den drei Türmen Bismarckturm, Eugen-Richter-Turm und Kaiser-Friedrich-Turm.
Der Wanderweg durchquert das Landschaftsschutzgebiet Selbecke. Naturräumlich liegt der Drei-Türme-Weg in der Hesterthardt (Ordnungsnummer 3361.11) innerhalb der Hagener Randhöhen (Ordnungsnummer 3361.1).
Der benannte Start- und Zielpunkt des Rundwanderwegs befindet sich am Stadtgarten Hagen im Hagener Stadtteil Wehringhausen. Der Weg durchquert zu Beginn den Stadtgarten und steigt zum Goldberg mit dem Bismarckturm auf. Von hier an liegt der Weg in Waldgebiet. Über den Riegerberg verläuft der Weg zum Kaiser-Friedrich-Turm. Im weiteren Verlauf passiert der Weg das Wildgehege im Wehringhauser Bachtal und den Eugen-Richter-Turm mit der Volkssternwarte Hagen.
Der Drei-Türme-Weg wird über das Hagener Stadtmarketing unter der Schreibweise 3 TürmeWEG als touristisches Ausflugsziel vermarktet. Der Weg ist durchgängig über das Zeichen T gekennzeichnet. Außerdem wird ein Wanderpass für den Drei-Türme-Weg angeboten. Der Drei-Türme-Weg ist als Premiumwanderweg zertifiziert.